# Xanthodaphne subrosea
Xanthodaphne subrosea é uma espécie de gastrópode do gênero Xanthodaphne, pertencente a família Raphitomidae.